# Aon 센터 (로스앤젤레스)
Aon 센터(영어: AON-Center)는 미국 일리노이주 로스앤젤레스의 초고층 빌딩이다. 찰스 럭먼이 디자인을 하였으며, 1970년에 착공하여 1973년에 완성되었다. 건물의 총 높이는 261.52로, 62층이다. 예전에는 유나이티드 캘리포니아 뱅크 빌딩(United California Bank Building), 퍼스트 인터스테이트 타워(First Interstate Tower)라고 불리었다.

## 같이 보기
- 마천루 목록
- 트랜스아메리카 피라미드